# Òscar Ordeig
Òscar Ordeig i Molist (Vic, 14 de marzo de 1978) es el consejero de Agricultura, Ganadería, Pesca y Alimentación del Gobierno de la Generalidad de Cataluña.
Actualmente, sigue como diputado en el Parlamento de Cataluña por el PSC. Ha vivido en Seo de Urgel desde 2000, con mucha implicación en las asociaciones sociales, culturales y deportivas.
Está casado y es padre de tres hijos.
Es economista, doctor en Administración y Dirección de Empresas por la Universidad Politécnica de Cataluña y licenciado en Ciencias de la Actividad Física y el Deporte. Tiene dos másters en Administración de Empresas y en Fiscalidad.

## Trayectoria
Inició su carrera política en 2007 como concejal en el ayuntamiento de la Seo de Urgel. En las elecciones municipales de 2011 encabezó el grupo de Progrés y se convirtió en jefe de la oposición de este ayuntamiento. En 2019 ganó las elecciones municipales al frente de la plataforma ciudadana Compromís x la Seu. Entre 2007 y 2014 también fue consejero comarcal.
En 2012 Ordeig ocupó el segundo puesto en la lista del PSC en las elecciones autonómicas del 25 de noviembre de 2012, encabezada por Àngel Ros, y dos años después entró como diputado en el Parlamento de Cataluña en sustitución de Àngel Ros, que renunció en el escaño el 15 de enero para evitar romper la disciplina de voto con respecto al traspaso de competencias para que Cataluña pudiera celebrar referendos. Ordeig también ha encabezado las listas socialistas por la circunscripción de Lérida en las elecciones autonómicas desde el año 2015.
Òscar Ordeig también ocupa cargos orgánicos en la organización socialista. Actualmente es miembro de la Ejecutiva nacional y primer secretario de la Federación del PSC de las Comarcas de Lérida, Pirineo y Arán.
El 12 de mayo de 2024 se celebraron las elecciones autonómicas en Cataluña en las que salió vencedor el PSC de Salvador Illa, que formaría un gobierno en solitario. El 12 de agosto de 2024, Ordeig tomó posesión como consejero de Agricultura, Ganadería, Pesca y Alimentación del Gobierno de la Generalidad de Cataluña. 